# Quwo Huan Shu
Quwo Huan Shu (chinois: 曲沃桓叔, Hanyu pinyin: (Qūwò Huán Shū), 802 av. J.-C. - 731 av. J.-C.), nom ancestral Ji (姬), prénom  Chengshi (成師), est le premier souverain de l'État de Quwo pendant la Période des Printemps et Automnes. 

## Biographie
Il est le fils du marquis Jin Mu Hou et l'oncle du marquis Jin Zhao Hou.
marquis Zhao enflé Chengshi a Quwo (autour de Xian de Quwo, Shanxi). Il était alors connu sous le nom de Quwo Huan Shu. Il avait alors 58 ans. On disait qu'il était un dirigeant bienveillant aimé des habitants de Quwo.
En 739 av. J.-C., la septième année de son règne, un fonctionnaire de l'État Jin nommé Panfu (潘父) assassine le marquis Zhao et invite Huan Shu à monter sur le trône de Jin. Il accepte l'accueil de Panfu et tente d'entrer dans Jin, mais il est vaincu par les troupes Jin et se retire vers Quwo. Ensuite, le peuple Jin demande au fils du marquis Zhao de Jin, Ping, de monter sur le trône et il devient le prochain marquis Jin Xiao Hou.
En 731 av. J.-C., Huan Shu meurt et son fils, Shan, monte sur le trône en tant que prochain dirigeant de Quwo, sous le nom de Quwo Zhuang Bo. Un autre fils de Huan Shu, Han Wuzi, est devenu le géniteur de l'État Han.